# Шишкин, Виктор Максимович
Ви́ктор Макси́мович Ши́шкин (8 февраля 1955, Свердловск, РСФСР, СССР) — советский футболист, защитник и полузащитник, мастер спорта (с 1981). Состоял в ВЛКСМ.

## Карьера

### Клубная
Воспитанник свердловской ДЮСШ «Уралмаш». Первый тренер — Анатолий А. Луговых.
Выступал за команды «Уралец» Нижний Тагил (1972—1973), «Уралмаш» Свердловск (1974—1977, 1979, 1990—1991), «Динамо» Минск (1978, 1982—1985), «Локомотив» Москва (1979—1981, 1986), «Геолог» Тюмень (1987—1988).

### В сборной
За сборную СССР сыграл один матч. За олимпийскую сборную СССР сыграл 4 матча.

### Тренерская
Тренер в команде «Уралмаш» Екатеринбург (1991). Главный тренер клуба «Уралмаш» Екатеринбург (1992—1994). Тренер детско-юношеского футбольного клуба «Строгино» Москва (1999-).

## Достижения
- Чемпион СССР: 1982 (в составе клуба «Динамо» Минск)